# Merry (zespół muzyczny)
MERRY (jap. メリー merii) – japoński rockowy zespół visual kei założony w Tokio w październiku 2001 roku.

## Historia
Pod koniec 2000 roku, po rozpadzie zespołów After effect i Shiver, wokalista Gara i gitarzysta Yuu, skontaktowali się ze sobą z nadzieją na nowy początek. W następnych miesiącach 2001 roku seria spotkań i dyskusji przez telefon doprowadziły do rekrutacji trzech innych członków: Tetsu, Nero i Ken’ichi. W tym składzie w październiku 2001 roku założyli zespół MERRY. „Poważne” działania rozpoczęły się dopiero w 2002 roku. Zespół stworzył własną, niezależną wytwórnię Gekiyaku i wydali swój pierwszy maxi-singiel zatytułowany „Haikarasan ga tooru” w lutym. W marcu zespół miał swój pierwszy one-man na żywo w Meguro Rockmaykan.
W marcu 2003 zespół wydał swój pierwszy album „Gendai Stoic”, sprzedając ponad 10000 egzemplarzy w dniu jego premiery. W sierpniu zespół pracował nad swoim pierwszym filmem promocyjnym (PV) „Violet Harenchi”, który następnie został wydany na limitowanym DVD z koncertem one-man w Shibuyi Koukaidou 29 sierpnia. Ostatnie miesiące 2003 zespołu brał udział w „Beautifool w Fest '03", imprezie organizowanej przez Fool’s Mate.
2004 rozpoczął się wraz z wydaniem pary maxi-singli w lutym, zanim zespół udał się na krótką przerwę pracując nad swoim drugim albumem. „Modern Garde” został wydany 30 czerwca w towarzystwie trasy na żywo „New Standard Renaissance”. We wrześniu MERRY uczestniczyli w imprezie na dużą skalę „Kingdom Rock Show 2004”, która odbyła się w Nippon Budōkan, występując obok największych zespołów jak Psycho le Cemu, Janne Da Arc i Sex Machineguns.
31 marca odbył się kolejny koncert one-man w Shibuyi Koukaidou, podczas którego ogłosili podpisanie kontraktu z Entertainment Victor JVC – współpracującym m.in. z Buck-Tick, BOØWY, cali≠gari, The Back Horn i Love Psychedelico. DVD dokumentujące „Last Indie Tour” zostały wydane na początku 2006 roku. „Nu Chemical Rhetoric” wydano w całej Europie, szczególnie w Niemczech, Austrii, Szwajcarii, Francji, Skandynawii i Włoch. W międzyczasie, zespół nakręcił dwa filmy podczas pracy nad ich nadchodzącym albumem. Na początku grudnia, MERRY udali się do Europy, by wystąpić za granicą po raz pierwszy w Monachium i Paryżu 1 grudnia i 3 grudnia. W lutym 2007 roku zespół udał się na wspólną trasę koncertową z Balzac.
26 maja MERRY wystąpili na J-Rock Revolution Festival w Los Angeles z takimi zespołami jak MUCC, Girugamesh i D’espairsRay. Na kolejną trasę udali się późnym latem 2007 roku.

## Styl muzyczny
Muzyka MERRY nawiązuje głównie do rock’n’rolla, hard rocka, muzyki punkowej, alternatywnej, bluesu i jazzu. Okazjonalnie eksperymentują z heavy metalem, surf, techno, balladami i innymi. Mimo tak luźnej mieszanki różnych gatunków ich styl jest czymś „totalnie świeżym”, jak określił go Marty Friedman, gitarzysta Megadeth.
Inspiracją dla członków zespołu byli również pionierzy japońskiego rocka lat 80. i 90. tacy jak X JAPAN, LUNA SEA, BUCK-TICK, The Blue Hearts i Boøwy. Piosenki MERRY pisane są głównie przez gitarzystów Yuu i Ken’ichiego, z których pierwszy zajmuje się przede wszystkim pisaniem wolnych piosenek, a drugi komponowaniem szybszych, chwytliwych melodii.
Wokalista Gara w tekstach swoich piosenek skupia się na różnej tematyce, począwszy od tematu wojny i patriotyzmu (Rest in peace, Japanese modernist, 愛国行進曲 „Patriot march”), polityki i społeczeństwa (迷彩ノ紳士 „Gentlemen in disguise”, ニセモノ天国 „Fake heaven”, Lost generation) aż do piosenek mówiących ogólnie o życiu, miłości czy nienawiści (窓 „Window”, 恋愛交差点 „Intersection of love”). W niektórych piosenkach odczuwalny jest old-schoolowy klimat (黄昏レストラン „Sunset restaurant”, 薔薇と片隅のブルース „Blues of the rose and corner”, 東京テレホン „Tokyo telephone” and R-246).

## Członkowie
- Gara (jap. ガラ) – wokal
  - Ex-Visage (jako Makoto); Ex-Dir en grey roadie; Ex-After effect (jako Makoto); Urodzony 6 lipca w prefekturze Gunma
- Yuu (jap. 結生) – gitara
  - Ex-Shiver; Urodzony 2 kwietnia w prefekturze Ehime
- Ken’ichi (jap. 健一) – gitara
  - Ex-Crescent (jako Ken); Ex-Syndrome (jako Ken); Urodzony 14 lipca w prefekturze Gunma
- Tetsu (jap. テツ) – gitara basowa
  - Ex-ACiD; Urodzony 21 listopada w prefekturze Aichi
- Nero (jap. ネロ) – perkusja
  - Ex-Smoky Flavor (jako Kuni); Ex-After effect (jako Kuni); Urodzony 11 lutego w prefekturze Saitama

## Dyskografia

### Albumy
- Gendai Stoic (jap. 現代ストイック) (22 marca 2003, drugie wydanie: 13 kwietnia 2003)
- Modern Garde (jap. モダンギャルド) (30 czerwca 2004)
- Koseiha Blend Classic ~OLDIES TRACKS~ (jap. 個性派ブレンド クラシック～OLDIES TRACKS～) (1 czerwca 2005)
- nu chemical rhetoric (jap. nuケミカルレトリック) (7 września 2005)
- PEEP SHOW (19 lipca 2006)
- M.E.R.R.Y. (7 listopada 2007)
- Under-World (25 lutego 2009)
- Identity (jap. アンダーワールド) (25 lutego 2009)
- Beautiful Freaks (27 lipca 2011)
- NOnsenSe MARkeT (24 grudnia 2014)

### Minialbumy
- BURST EPDVD/Live at Shinjuku LOFT (7 listopada 2009)
- BURST EP (4 lipca 2009)

### Single
- Haikarasan ga tōru. (jap. はいからさんが通る。) (23 lutego 2002, drugie wydanie: 23 maja 2002)
- Arry/Aikoku kōshinkyoku (jap. Arry/愛国行進曲) (31 lipca 2002)
- Koseiha blend ~Tasogare-hen~ (jap. 個性派ブレンド～黄昏編～) (15 września 2002)
- Koseiha blend ~Junjō jōnetsu-hen~ (jap. 個性派ブレンド～純情・情熱編～) (17 listopada 2002)
- Haikarasan ga tōrisugita ato... (jap. はいからさんが通りすぎた跡...) (6 sierpnia 2003)
- Japanese Modernist/R-246 (jap. ジャパニーズモダニスト／R-246) (1 grudnia 2003)
- Tamerai Shuffle/T.O.P (jap. 躊躇いシャッフル／T.O.P) (9 stycznia 2004)
- Japanese Modernist/R-246 (jap. ジャパニーズモダニスト／R-246) (11 lutego 2004)
- Tamerai Shuffle/T.O.P (jap. 躊躇いシャッフル／T.O.P) (11 lutego 2004)
- New Standard Renaissance (jap. ニュースタンダード ルネサンス) (13 lipca 2004)
- Sakashima Endroll ~phantom of the gallery~ (jap. さかしまエンドロール～phantom of the gallery～) (16 marca 2005)
- rare chemical rhetoric (jap. rareケミカルレトリック) (10 września 2005)
- Sayonara Ame (Rain) (jap. さよなら雨(レイン)) (24 maja 2006)
- Ringo to uso (jap. 林檎と嘘) (21 czerwca 2006)
- Sayonara Ame (Rain) ~Reverse~ (jap. さよなら雨(レイン)~リバース~) (październik 2006)
- Calling (jap. コールing) (6 grudnia 2006)
- Blind Romance/Saihate no Parade (jap. Blind Romance/最果てのパレード) (18 kwietnia 2007)
- Komorebi ga boku wo sagashiteru... (jap. 木洩れ日が僕を探してる…) (8 sierpnia 2007)
- Tozasareta rakuen (jap. 閉ざされた楽園) (16 kwietnia 2008)
- Midnight shangrila/Karappona uta ~final cut~ (jap. Midnight Shangrila/空っぽな歌～final cut～) (3 maja 2008)
- Gekisei (jap. 激声) (20 sierpnia 2008)
- Fuyu no Castanet (jap. 冬のカスタネット) (26 listopada 2008)
- Identity (jap. アイデンティティー) (7 listopada 2009)
- The Cry Against.../Monochrome (jap. The Cry Against.../モノクローム) (4 sierpnia 2010)
- Crisis Moment (jap. クライシスモメント) (6 października 2010)
- Yakō (jap. 夜光) (1 grudnia 2010)
- Hameln (4 czerwca 2011)
- Gunjō (jap. 群青) (2 maja 2012)
- Fukurō (jap. 梟) (6 lutego 2013)
- ZERO (jap. ZERO -ぜロ-) (6 listopada 2013)

### DVD
- Violet Harenchi ~030829 Limited Edition~ (kari) (jap.  バイオレットハレンチ～030829 Limited Edition～ (仮)) (29 sierpnia 2003)
- LAST INDIES TOUR～Shambara to the CORE～ACT.2 (1 lutego 2006)
- LAST INDIES TOUR～Shambara to the CORE～ACT.1 (31 marca 2006)
- BURST EPDVD／Live at Shinjuku Loft (7 listopada 2009)
- SCI-FI　nu chemical rhetoric ~first cut~ (jap. SCI-FI　nuケミカルレトリック～first cut～) (21 grudnia 2005, Hibiya Outdoor Large Music Hall)
- Many Merry Days #1~ (20 grudnia 2006, Hibiya Outdoor Large Music Hall)
- Many Merry Days FINAL (23 lipca 2008)
- VIC ～VIDEO ID COLLECTION～ (22 kwietnia 2009)
- TOUR09 under-world[GI・GO] (26 sierpnia 2009)